# Nicolás Zuviria
Nicolas Zuviria, né le 27 août 1991, est un acteur et chanteur argentin.

## Ses débuts
En 2002, il participe à une partie d'un téléfilm The Band Cantaniño, en concurrence avec plus de 3500 enfants sélectionnés. En décembre de cette même année, il a été élu pour siéger au KTRASK.
En 2007, il passe le casting pour la série Patito Feo où il joue de rôle d'Alain, fiancé de Josephine. La série a un franc succès, surtout auprès des adolescentes. Cette série se compose de 2 saisons, dont 2 albums, des tournées mondiales.

## Albums
En 2009, il entame sa carrière solo, en commençant par enregistré son premier album intitulé Ellas, produit par Pablo Pinilla en Espagne et Daniel Vila en Argentine. Il a pu compter sur la collaboration de Jack Morelli, Daniel Leis, Sergio Wengrovski, un chinois Ascencio, Ludovico Vagnone et Gustavo Guliano. Quelques mois après la sortie de l'album, il a un fort soutient des médias. En juin de cette année, il enregistre une nouvelle version de Ellas en reggaeton avec Roman El Original. Un mois plus tard, il fait sa première performance au Velma Café, dans le programme Vive la musique du TOP. Niko Zuviria est la révélation de teen pop. Le single Ellas a été placés dans le top cinq des radios en Europe.
À la mi-2011, il présente son deuxième single Décidete, remixé plus tard par le DJ Mosquitto. Dans le clip de celui-ci, on y retrouve une de ses anciennes collègues de Patito Feo, Eva Quattroci (Dominici). Le single connais le même succès que Ellas, nom de l'album.

## Ellas(2009)
1. Por Amor
2. Ellas
3. Si No Estás
4. Decídete
5. Bendito Y Maldito Primer Amor
6. La Mitad Que Me Faltaba
7. Enséñame
8. Siento
9. Déjame Quererte
10. Su Majestad La Noche

## Mi Buena Suerte(2013)
En 2013, il présente son deuxième album Mi Buena Suerte aux États-Unis pour le label Del Angel Feg (Fenix Entertainment Group). Il a été entièrement enregistré dans les studios de Miami du célèbre producteur artistique Adrian Posse (qui a produit des artistes tels que Céline Dion, Luis Miguel, Belinda, Paulina Rubio, Cristian Castro, Thalia, Cristina Aguilera, Luciano Pereyra et autres artistes internationaux).
Le nouvel album mettra en vedette un large éventail de sujets, y compris la couverture No voy en Tren par Charly Garcia reversionné dans la danse pop et inédits comme Loco, Corazon Arrongante (composée par Ale Sergi de Miranda pour Niko), Es Hora De Amar, Mi Buena Suerte, Momento Perfecto en duo avec Lola Ponce, Sin Tu Amor, Y Todavia et d'autre chansons.
1. Es Hora De Amar
2. Loco
3. Mi Buena Suerte
4. Sin Tu Amor
5. Un Nuevo Amor
6. Y Todavía
7. Momento Perfecto Ft Lola Ponce
8. Ahora Que Te Amo
9. Corazón Arrogante
10. No Voy En Tren

Il rejoint également le casting du roman Dulce Amor, où il joue Bruno Guerrero, le demi-frère de Mark.

## Téléfilms
- 2002 : The Band Cantaniño, élu pour siéger au KTRASK
- 2007 : Patito Feo

En 2007, il  passe le casting pour la série Patito Feo où il joue de rôle d'Alain, fiancé de Josephine. La série a un franc succès, surtout auprès des adolescentes. Cette série se compose de 2 saisons, dont 2 albums, des tournées mondiales.
- 2013 : Dulce Amor, rôle : Bruno Guerrero